# 鹿兒島大學
鹿兒島大学

| 大学設立   | 1949年：鹿兒島大學 |
| 設立母体   | 1901年：第七高等學校造士館 1908年：鹿兒島高等農林學校 1943年：鹿兒島師範學校 1944年：鹿兒島青年師範學校 1946年：鹿兒島水產專門學校                             |
| 学校種別   | 国立 |
| 設置者     | 国立大学法人鹿兒島大學 |
| 校長       | 吉田 浩己 |
| 本部所在地 | 〒890-8580 · 日本鹿兒島縣鹿兒島市郡元1丁目21-24 |
| 校區       | 郡元校區 - 鹿兒島市郡元 櫻丘校區 - 鹿兒島市櫻丘 下荒田校區 - 鹿兒島市下荒田                                                                                    |
| 學部       | 法文學部 教育學部 理學部 醫學部 齒學部 工學部 農學部 水產學部                                                                                                  |
| 大學院     | 人文社會科學研究科 教育學研究科 理工學研究科 保健學研究科 農學研究科 水產學研究科 醫齒學綜合研究科 司法政策研究科（法科大學院） 鹿兒島大學大學院聯合農學研究科 |
| 網站       | 鹿兒島大學官方網站（页面存档备份，存于） |

鹿儿岛大学（かごしまだいがく，Kagoshima University），位于鹿儿岛县的日本国立大学。1949年，由第七高等学校、鹿儿岛师范学校、鹿儿岛县女子师范学校、鹿儿岛青年师范学校、鹿儿岛农林专门学校、鹿儿岛水产专门学校合并而设立。1955年，鹿兒島县立大学併入。大学简称为鹿大。
Nigel Ward 日本大學排名：第30名（研究經費·論文引用率·入學難易度·聲望）

## 沿革
- 1949年　新制鹿儿岛大学成立（文理学部、教育学部、农学部、水产学部）
- 1955年　鹿儿岛县立大学转为该大学工学部、医学部
- 1957年　医学部附属护理学校设立
- 1957年　医学部附属妇产医学校设立
- 1961年　医学部附属保健妇学校设立
- 1965年　文理学部改组为法文学部、理学部
- 1972年　文理学部废止
- 1977年　齿学部设立
- 1985年　医疗技术短期大学部设立
- 1988年　医学部附属护理学校废止
- 1989年　医学部附属保健妇学校废止
- 1989年　医学部附属妇产医学校废止
- 2002年　医疗技术短期大学部废止

## 学部
- 法文学部 
  - 法政策学科
  - 经济信息学科
  - 人文学科

- 教育学部 
  - 学校教育教員培养課程
  - 养护学校教員培养課程
  - 终身教育综合課程

- 理学部 
  - 数理信息学科

- 医学部 
  - 医学科
  - 保健学科

- 齿学部
- 工学部
- 农学部
- 水产学部

## 著名校友
- 久保亘（鹿兒島師範學校） - 日本參議院議員，日本國務大臣（副總理兼大藏大臣）
- 大村清一（鹿兒島高等農林學校） - 日本眾議院議員，日本國務大臣（內務大臣，防衛廳長官）
- 殷汝耕（第七高等學校造士館） - 近代中國政治人物
- 周佛海（第七高等學校造士館） - 近代中國政治人物
- 木村篤太郎（第七高等學校造士館） - 日本檢事總長，日本國務大臣（法務大臣，防衛廳長官等），律師
- 稻盛和夫（鹿兒島縣立大學工學部） - 京瓷與第二電電（今KDDI）創辦人，京瓷名譽會長，日本航空名譽會長
- 赤崎勇（第七高等學校造士館） - 化學工程學家，諾貝爾物理學獎得主，名古屋大學特別教授及名譽教授，名城大學終身教授及特別榮譽教授
- 童玉民（鹿兒島高等農林學校） - 農業經濟學家，國立浙江大學教授，上海聖約翰大學教授，國立中央大學教授
- 工藤祐舜（第七高等學校造士館） - 植物學者，臺北帝國大學教授
- 小原國芳（鹿兒島縣師範學校） - 教育家，玉川學園（玉川大學）創辦人
- 山岸外史（第七高等學校造士館） - 日本文學評論家
- 甲斐谷忍（工學部） - 漫画家
- 內藤克俊（鹿兒島高等農林學校） - 摔跤運動員，奧運獎牌得主